# Tachina latifrons
Tachina latifrons là một loài ruồi trong họ Tachinidae.